# Michael Worbs
Michael Worbs (* 14. September 1950 in Ulm; † 16. Dezember 2023 in Berlin) war ein deutscher Diplomat und von November 2015 bis 10. November 2017 Vorsitzender des Exekutivrats der UNESCO.

## Biografie
Nach dem Abitur in Frankfurt am Main studierte er Politische Wissenschaften, Germanistik sowie Allgemeine und Vergleichende Literaturwissenschaften an der Johann Wolfgang Goethe-Universität Frankfurt am Main und der Freien Technischen Universität Berlin und schloss dieses Studium 1976 mit dem Ersten Staatsexamen ab. Nach Forschungsaufenthalten in Wien, Paris und Rom erhielt er ein Stipendium der Studienstiftung des deutschen Volkes und promovierte als Doktorand bei Walter Höllerer 1980 zum Dr. phil. Danach war er als Referendar in der Staatsbibliothek zu Berlin tätig.
1981 trat er in den Diplomatischen Dienst ein und fand nach Beendigung seiner Attachéausbildung 1983 zunächst Verwendung als Presse- und Kulturreferent an der Botschaft im Sudan und anschließend 1986 für kurze Zeit als Ständiger Vertreter des Botschafters im Libanon. Nach seiner Rückkehr nach Deutschland war er zwischen 1986 und 1989 Mitarbeiter des Referats für den Nahen Osten im Auswärtigen Amt in Bonn.
Danach wechselte er zur Botschaft nach Italien und nahm dort zunächst an einem Beamtenaustausch im Italienischen Außenministerium teil, ehe er Stellvertretender Leiter der Wirtschaftsabteilung der Botschaft wurde. Nach einer vorübergehenden Tätigkeit als Geschäftsträger an der Botschaft in Albanien war er von 1992 bis 1994 sowohl Ständiger Vertreter des Botschafters als auch Leiter der Wirtschaftsabteilung der Botschaft in der Ukraine.
In der Folgezeit war er Stellvertretender Referatsleiter für Medien im Bundesaußenministerium, ehe er zwischen 1997 und 2001 Ständiger Vertreter des Botschafters bei der UNESCO in Paris war. Im Anschluss folgte eine Verwendung als Leiter der Wirtschaftsabteilung der Botschaft in Brasilien bis 2004. Während dieser Zeit wurde er zeitweise als Generalkonsul in São Paulo.
Nach einer Abordnung zur Zentrale des Konzerns Daimler-Chrysler AG in Stuttgart wurde er am 1. Juli 2005 vom Auswärtigen Amt beurlaubt und übernahm das Amt des Direktors für Osteuropa im Bereich Politik und Außenbeziehungen der Daimler-Chrysler AG.
Von August 2007 bis Juni 2010 war Worbs Botschafter der Bundesrepublik Deutschland in Kuwait, worauf eine Verwendung von Juli 2010 bis Mitte 2012 als Generalkonsul in Rio de Janeiro folgte. Von August 2012 bis Juni 2016 war Worbs Ständiger Vertreter Deutschlands bei der UNESCO in Paris und von November 2015 bis 10. November 2017 Vorsitzender des UNESCO-Exekutivrats.